# Sulzbach (Malsch)
Sulzbach (ⓘ) ist ein nördlicher Ortsteil der Gemeinde Malsch im Landkreis Karlsruhe mit 946 Einwohnern (Stand: August 2018).

## Geographische Lage

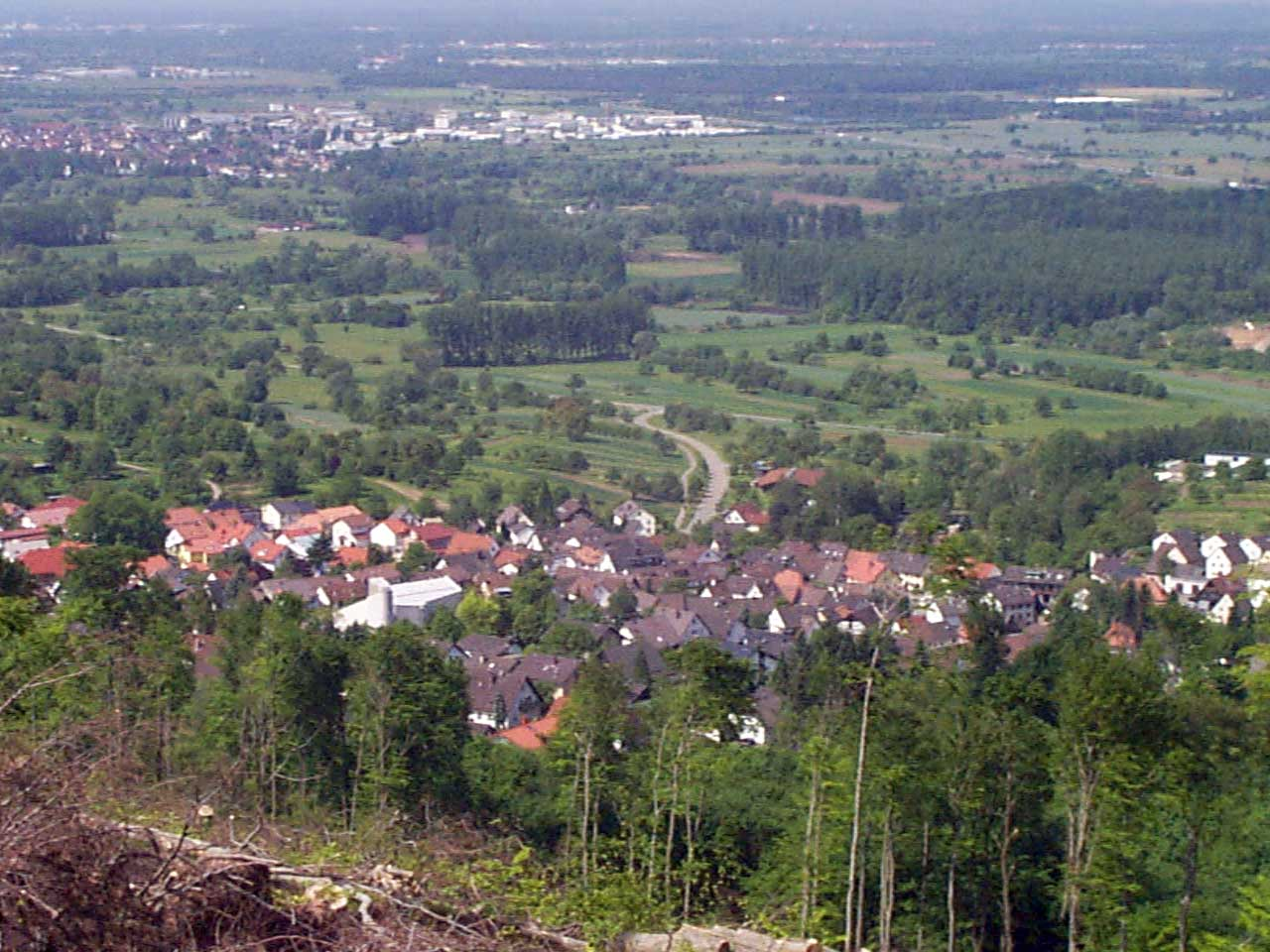
Sulzbach von oben

Sulzbach liegt erhöht in der Vorbergzone der Rheinebene, zwischen Ettlingen und Rastatt. Im Osten liegt der 425 m hohe Scheuerberg als Teil des Nordschwarzwalds. Ansonsten grenzen Felder und Streuobstwiesen an.

## Geschichte

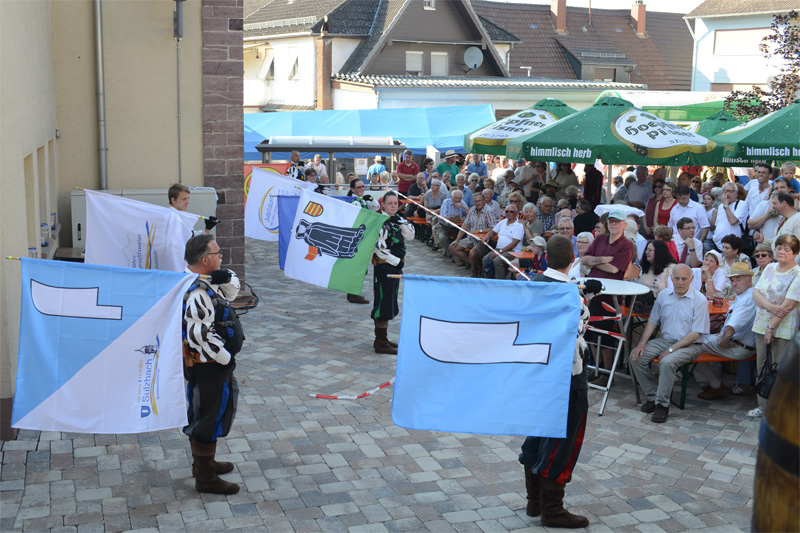
900-Jahr-Feier auf dem neugestalteten Dorfplatz

Erstmals wurde Sulzbach 1115 urkundlich erwähnt. Zahlreiche Funde, wie eine Jupitersäule und Mauerwerk einer römischen Überfahrstation an der alten Römerstraße von Baden-Baden nach Ettlingen, deuten darauf hin, dass der Ort wesentlich älter ist.
Am 1. Januar 1971 wurde Sulzbach im Zuge der Kreisreform mit 87 Prozent an Ja-Stimmen der Sulzbacher Bevölkerung (319 Stimmen) nach Malsch eingemeindet. Dabei spielten die von der Gemeinde zugesagte Baulanderschließung Schelmen-/Kolbenäcker, der Bau der Freihofhalle und des Kindergartens eine Rolle. Alle Sulzbacher Gemeinderäte gehörten bis zur nächsten Gemeinderatswahl dem Malscher Rat an. Danach hatte Sulzbach zwei Sitze im Gemeinderat.

## Ortsname
Der Ortsname leitet sich aus dem althochdeutschen „sulze“ ab, was so viel wie Salzwasser bedeutet. Der Name beschreibt einen Ort an einem salzhaltigen Bergbach. Weitere Namen waren
- 1115 Sulzbach
- 1295 Sultzbach
- 1402 Sulczbach/Sulczpach
- 1413 Sulzbach
- 1532 Sultzbach

## Vereine
Sulzbach besitzt ein reges Vereinsleben, so gibt es beispielsweise einen Musikverein (Gründung 1900; „Der Verein dient der Erhaltung, Pflege und Förderung der Volks- und Blasmusik“), den am 26. April 1946 gegründeten Fußballverein (FVS) und den im Jahre 1937 gegründeten Obst- und Gartenbauverein, der Aktivitäten zur Ortsverschönerung und Landschaftsgestaltung sowie Naturschutz und Landschaftspflege fördert. Weiterhin gibt es eine 2009 gegründete Radsportgruppe, die an Christi Himmelfahrt ein Mountainbike-Bergzeitfahren anbietet, und die Abteilung Sulzbach der Freiwilligen Feuerwehr Malsch.

## Bauwerke

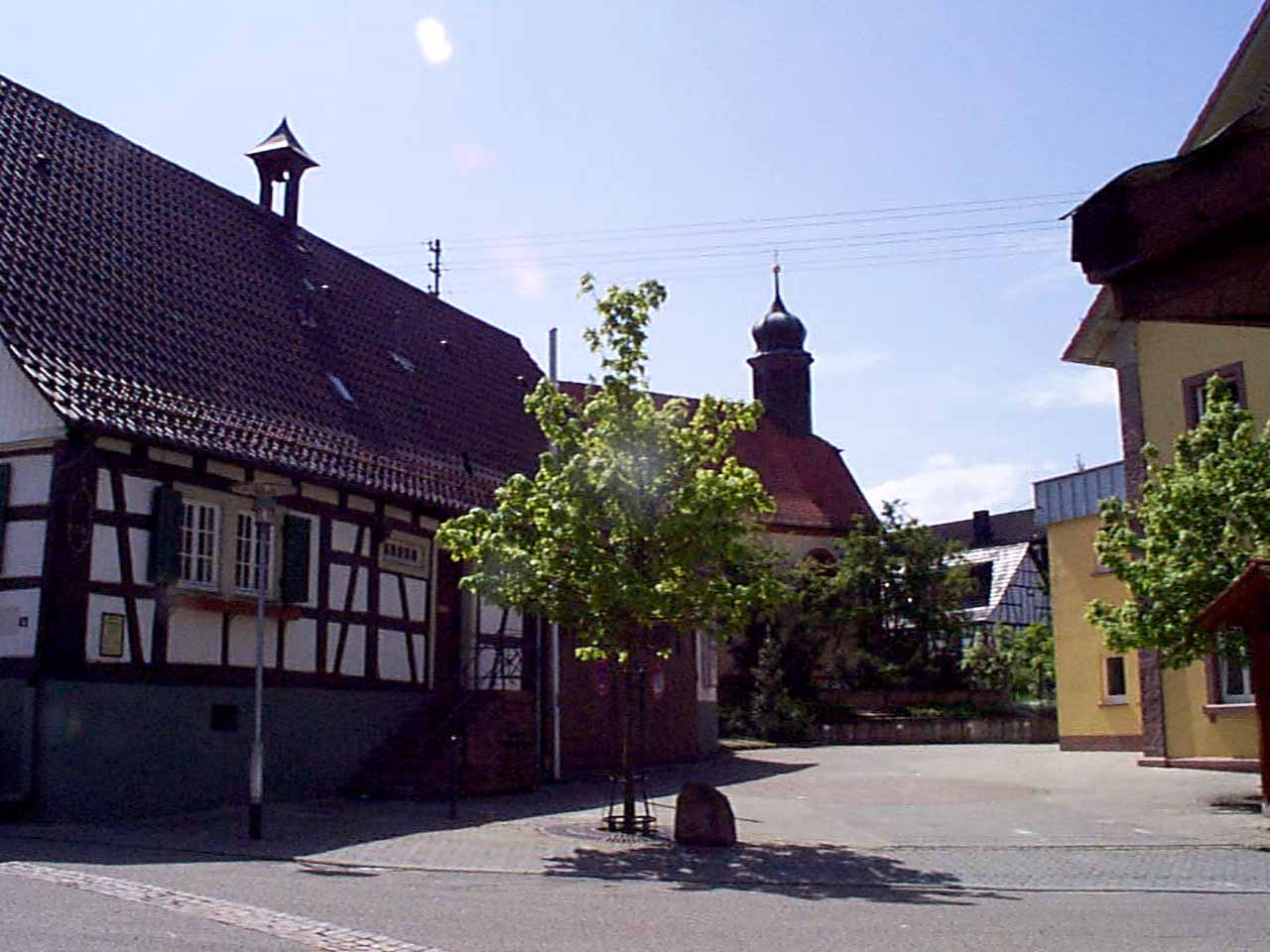
Rathausplatz mit angrenzender St.-Ignatius-Kapelle und Schulgebäude

- St.-Ignatius-Kirche aus dem Jahre 1976
- Freihof, erbaut 1985
- Rathaus, 1751
- Kapelle St. Ignatius aus dem Jahre 1780
- Schulgebäude von 1870

## Schutzgebiete

### Flächenhaftes Naturdenkmal

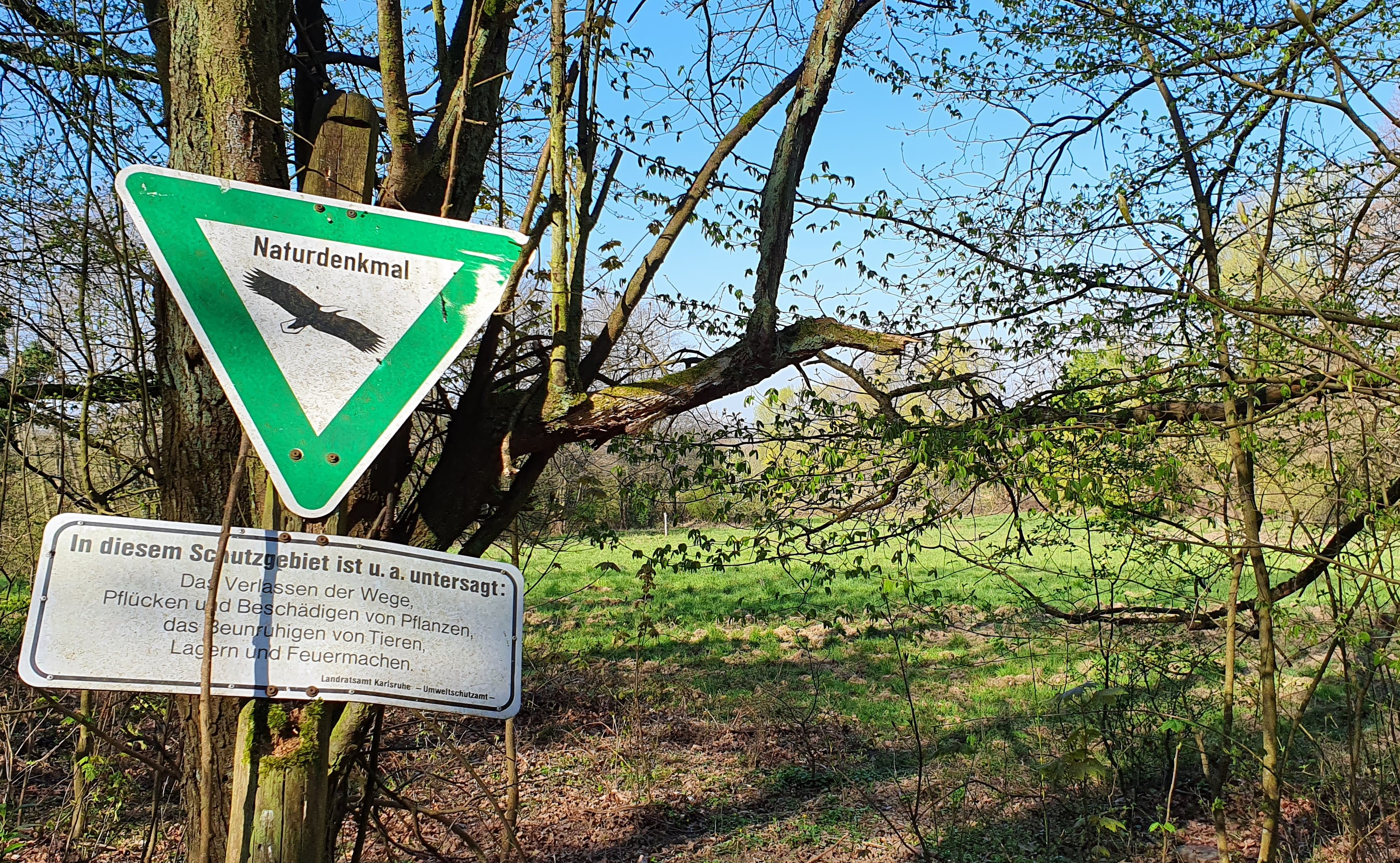
Blick in das flächenhafte Naturdenkmal „Krautgarten-Sanktquelle“ nordöstlich von Sulzbach

- Krautgarten-Sanktquelle (⊙): Die vom Obst- und Gartenbauverein Sulzbach in den Jahren 1988 bis 1990 vorbereitete Fläche von 2,3 ha wurde im Jahr 1992 anerkannt und dient dem Schutz von zwei Bachläufen und ihrer Feuchtgebietszonen. Zwischen diesen Bachläufen wurden auf der Wiese in den Jahren 1990 und 1991 folgende Obstsorten gepflanzt und nachhaltig in Sommer- und Winterschnittkursen gepflegt: Rheinischer Krummstiel, Kardinal Bea, Danziger Kantapfel, Ontarioapfel,  Boskoop, Jakob Lebel und Kaiser Wilhelm. Hervorzuheben ist die  Entwicklung der sonnenseitig exponierten höher liegenden Teilflächen zur Glatthaferwiese. Das Naturdenkmal wird im Norden vom Biotop „Feuchtgebüsch und Sumpfvegetation im Gewann Krautgarten“ (170162150020) mit folgender LUBW-Charakterisierung begrenzt: „Feuchtgebüsch entlang eines zeitweise wasserführenden Grabens in schmaler Talmulde, östlich an Wald angrenzend; Größtenteils dichter Grau-Weiden- und Schwarz-Erlen-Bestand“. Im südlichen Abschnitt des Naturdenkmals befindet sich das Biotop „Bachlauf nordöstlich Sulzbach“ (170162150008) mit bachbegleitenden Auwald.

### Landschaftsschutzgebiete
- Vorbergzone zwischen Ettlingenweier und Malsch: Die Landschaftsteile wurden am 18. April 1941 ohne nähere Begründung dem Schutz des Reichsnaturschutzgesetzes unterstellt.
- Kinzig-Murg-Rinne zwischen Ettlingen und Malsch: „Schutzzweck ist die Sicherung, Erhaltung und Entwicklung der  für  die  Kinzig-Murg-Rinne  charakteristischen  Landschaftselemente  mit  ihren  prägenden Biotopstrukturen  wie  Röhrichte,  Riede,  Gehölz-  und Gewässerkomplexe,  Waldbestände  und Wiesen unterschiedlicher Ausprägung, insbesondere den Feucht- und Streuobstwiesen.“